# ألكسندر تيتي
ألكسندر تيتي (مواليد 4 أبريل 1986 في أكرا - غانا) لاعب كرة قدم نرويجي يلعب حاليا لصالح نادي الدرجة الأولى رين الفرنسي منذ 2009 في مركز الوسط المدافع .

## روابط خارجية
- ألكسندر تيتي على موقع IMDb (الإنجليزية)
- ألكسندر تيتي على موقع الاتحاد الأوربي (الإنجليزية)
- ألكسندر تيتي على موقع اتحاد النرويج (النرويجية)
- ألكسندر تيتي على موقع قاعدة بيانات كرة القدم.إي يو (الإنجليزية)
- ألكسندر تيتي على موقع ليكيب (الفرنسية)
- ألكسندر تيتي على موقع ناشيونال فوتبول تيمز (الإنجليزية)
- ألكسندر تيتي على موقع Soccerbase.com (لاعب) (الإنجليزية)
- ألكسندر تيتي على موقع Soccerway.com (الإنجليزية)
- ألكسندر تيتي على موقع عالم كرة القدم.نت (الإنجليزية)
- ألكسندر تيتي على موقع AS.com (الإسبانية)